# 杉氏

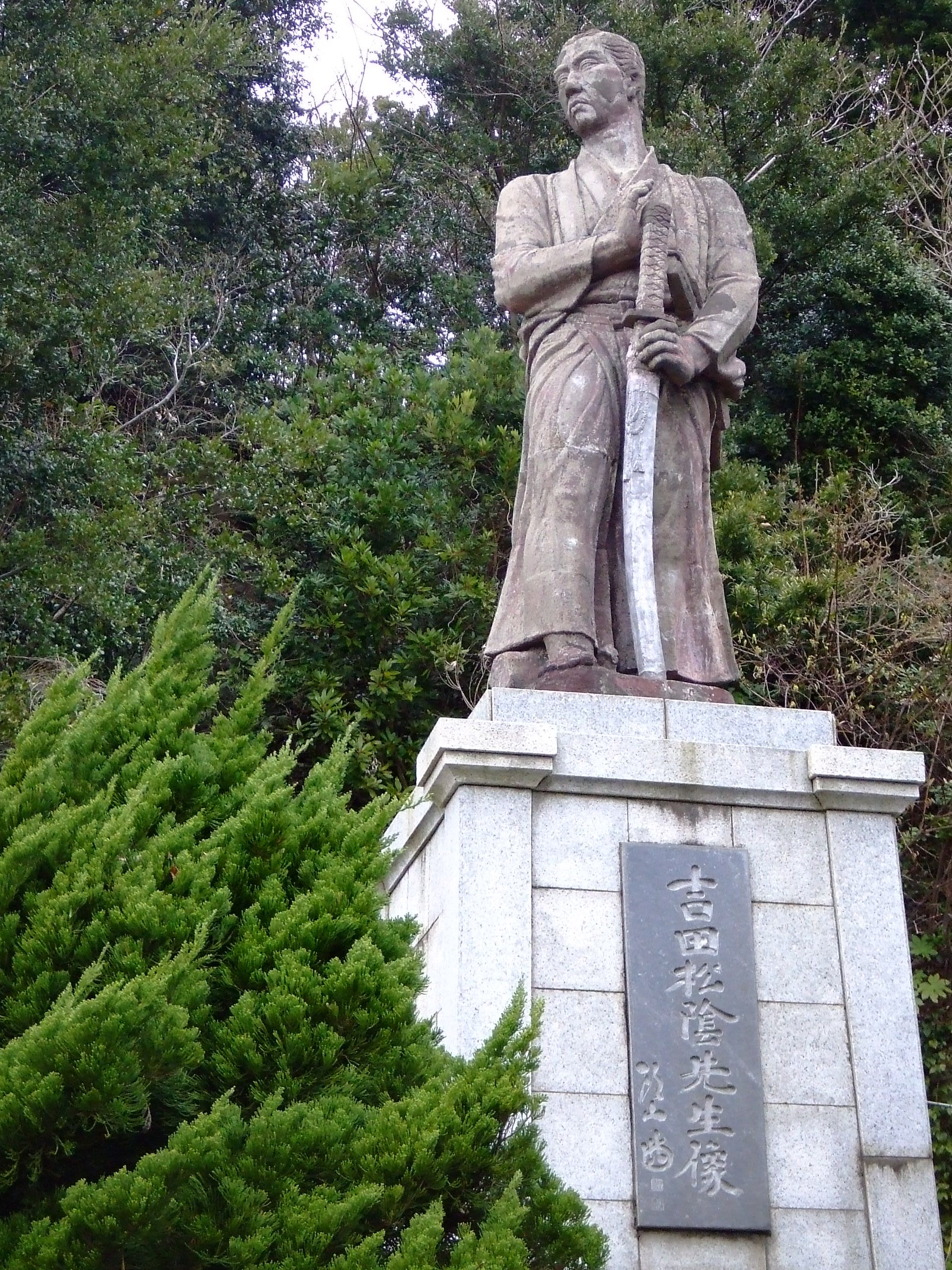
下田の吉田松陰像

杉氏（すぎうじ）は日本の氏族であり、椙氏、杦氏とも書かれる。主な流派には以下のものがある。
1. 豊前杉氏は豊前国の武士。周防大内氏の譜代家臣。豊前（現・福岡県北九州地区から大分県中津市域）における守護代職の世襲で知られるが、他に和泉・長門・筑前（それぞれ大阪府南西部・山口県西部・福岡県福岡地方）守護代に登用した例もある。戦国時代の本拠は豊前ながら大内氏本拠の山口県域にも一族は多く、幕末の吉田松陰の実家などが知られる。応永18年（1411年）の書状では本姓平氏[注釈 1]だが、系図[要出典]には大内氏と接続されているものがあり、細かな事情は不明である。
2. 和泉杉氏は薩摩御家人で、足利尊氏に従い肝付兼重に抵抗した杉道悟（和泉杉三郎入道）・保右（杉弥三郎）父子などが記録に残る[注釈 2]。和泉荘（現・鹿児島県出水市）下司の支族で、杉は荘園内の地名に由来する[注釈 3]。
3. 犬鳴の杉氏は筑前国鞍手郡（現・福岡県宮若市・直方市など）の国人で、室町時代には豊前杉氏の支配下にあった。長保二年（1001年）、犬鳴川流域の豪族香井田並緒による築城に始まり、8代目の香井田重緒が治承・寿永の乱（源平合戦）での戦功により、源頼朝が平家与党の山鹿秀遠（菊池氏一族粥田経遠の子で香井田氏と同族ともされる）から没収した粥田荘の300町を与えられたが、この際に新たな苗字として杉を授与され杉重緒を称したという[10][注釈 4]。

1. 清和源氏足利氏族の杉氏は水野義純流である[11]。
2. 清和源氏世良田氏族には出自不詳の杉氏がある[要出典]。
3. 宇多源氏佐々木氏族にも出自不詳の杉氏がある[要出典]。
4. 宮氏庶流有地氏は藤原氏後裔杉兼之流を称する[要出典]。

諸武将の家紋を列挙した『羽継原合戦記』には「きほたん（枝牡丹）は杉かもん」との記述があるが、上記のいずれの杉氏を指したものかは不明である。
なお、以下の記事は豊前杉氏についての記述である。

## 豊前杉氏

### 室町時代
一般に初代とされる杉貞弘は観応の擾乱当時に足利直冬の武将として記録される人物で、観応3年（正平7年、1352年）には同じく直冬配下の内藤藤時とともに対立勢力の大内弘世と度々交戦している。大内弘世は正平一統後に一時直冬に属したが最終的には離反、この頃に直冬の消息も途絶えた。正平一統以後の杉氏については史料が少ないが、擾乱発生から半世紀後に弘世の子・義弘が起こした応永の乱の頃には完全に義弘の勢力に組み込まれており、『応永記』には大内配下の武将として杉豊後入道（杉豊後守）、杉備中守、杉九郎などの名が見える。

### 戦国時代
大内氏の晩期となる義興・義隆の時代には杉八家と呼ばれる8つの家系があったとされるが、その系図は明確ではない。この頃には筑前守護代家・豊前守護代家を中心に九州方面の攻略を務め、大友氏・少弐氏と博多や大宰府の支配権を争った。天文20年（1551年）に発生した陶晴賢の謀反劇では各家で対応が分かれるなど大きく混乱、大内氏の滅亡を生き延びた家も帰属先は対立しあう毛利方・大友方に分かれた。

### 人物
大内氏守護代
豊前国
- 杉興信（応安）
- 杉道平（応永初期）
- 杉重明（応永中期）
- 杉重綱（応永後期）
- 杉重国（文安）
- 杉武勝（応仁）
- 杉武道（文明）
- 杉重信（享禄）
- 杉重矩（天文）

和泉国
- 杉重明（応永）

長門国
- 杉重貞/重直
- 杉儀安
- 杉範安
- 杉弘安

筑前国
- 杉武連（文亀）
- 杉興長（永正）
- 杉興運（天文）

七郎/伯耆守家
- 杉智高 - 豊前守護代
- 杉重綱 - 豊前守護代、応永11年2月19日の周防国氷上山興隆寺本堂供養日記に、上棟した日の盛見出仕時の御剣役を務める[12]。
- 杉重国 - 豊前守護代
- 杉重宗 - 豊前守護代
- 杉武勝 - 豊前守護代
- 杉重清 - 豊前守護代
- 杉重矩 - 豊前守護代、はじめ重信と名乗り、重信、重将と名乗りを変える。
- 杉重輔 - 豊前守護代、陶長房を攻めて自害に追い込むものの、内藤隆世に誅殺される。
- 杉重良 - 父重輔の死後、山口にて毛利元就に発見され当主となる。元就・隆元・輝元に仕えるが、天正7年に大友方に与したため誅殺される。
- 杉元良 - 父重良の跡を継ぎ、輝元の許で仕える。江戸時代以降も毛利家に仕え、萩藩大組に属す（杉七郎左衛門家）。
- 杉元輔
- 杉元重
- 杉就之
- 杉重堅

ー同系の一族ー
- 杉重祐 - 彦八郎、大内政弘より周防国玖珂郡楊井新庄領家内正税所の代官に任じられる[13]。
- 杉弘固 - 新左衛門尉→因幡守、法名秀蓮、大内政弘より偏諱を賜い、大内義隆期まで仕える
- 杉隆哉 - 因幡守。大内義隆より1字を賜う。天文22年6月1日に杉重矩・高橋鑑種・田辺鑑栄から連署奉書を受給しているのが初見[14]。のちに豊前妙見嶽城督。
- 杉隆辰 - 『大内義隆記』に登場する、杉重輔・正重の兄弟。

弾正忠/豊後守家
- 杉重連 - 筑前守護代
- 杉重貞 - 筑前守護代
- 杉盛重 - 筑前守護代
- 杉弘重 - 筑前守護代
- 杉弘英
- 杉武連 - 十郎、大内義興に仕える。なお、近親者（十郎）が問田隆盛・陶晴賢妹を娶っている[15]。
- 杉興長 - 筑前守護代、大内義興より1字を賜う。
- 杉興運 - 筑前守護代、大内義興より1字を賜う。
- 杉連緒 - 筑前龍ヶ岳城主、豊前香春嶽城主
- 杉隆景 - 大内義隆より1字を賜う。

ー同系の一族ー
- 杉重忠
- 杉連並
- 杉武運

小次郎/次郎左衛門尉家
- 杉重宣
- 杉盛宣
- 杉弘相 - 大内政弘より1字を賜う。
- 杉興相 - 大内義興より1字を賜う。
- 杉興宣 - 大内義興より1字を賜う。
- 杉隆宣 - 大内義隆より1字を賜う。
- 杉元相 - 初め大内義長、のち毛利隆元より1字を賜う。
- 杉元宣 - 断絶
- 杉元常 - 末期養子

勘解由左衛門尉/美作守家
- 杉重道
- 杉武道 - 大内政弘、大内義興に仕える。
- 杉興道 - 大内義興より偏諱を賜い、大内義隆期まで使える。宗珊入道。
- 杉隆相 - 大内義隆より偏諱を賜い、大内義長期まで仕える。義長期では大内家の奉行人として、内藤隆世・杉隆行（修理亮）・小原隆言・仁保隆慰・杉民部大輔（正重ヵ）とともに連署している。

彦七/兵庫助/三河守家
- 杉重隆
- 杉弘隆
- 杉興重（宗長） - 山城国愛宕郡代、評定衆、大内義興より1字を賜う。
- 杉隆重
- 杉隆宗 - 大内恒持の側近
- 杉正重 - 重矩次男ヵ
- 杉長清
- 杉元重

備中守家
- 杉重明
- 杉重茂
- 杉頼明
- 杉秀明
- 杉武明 - 大内義興への謀反に失敗
- 杉右明？

木工助家
- 杉弘依
- 杉興頼
- 杉隆泰 - 鞍掛合戦にて戦死。
- 杉鎮頼（旧字：杉鎭頼） - 幼名、専千世（専千代丸）。父隆泰の死後、大友義鎮（宗麟）の許へ逃亡。そのまま義鎮に仕え「鎮」の字を賜う。耳川の戦いで戦死。

その他
- 杉大膳進 - 諱は正範ヵ[16]。天文元年、吉田興種と弘中正長が吉田興量へ屋敷代として大膳進被官三井弾正忠先知行地の長門国日置庄久富村7石8斗足を宛行うよう命じている。
- 杉越前守 - 大内義隆の異父兄弟である倚松軒宗延の父[15]
。東向殿の前夫。
- 杉隆真 - 初め大内義隆より1字を賜い隆真を名乗るが、のち厳島神社神主となり佐伯景教に改名。（→ 厳島神主家の項も参照のこと。）

### 吉田松陰
尊皇攘夷思想家の吉田松陰(杉矩方)や松下村塾創立者の玉木文之進(玉木正韞)を輩出した幕末の毛利藩下士・杉氏はこの傍流とされる。近現代においては実業家の杉道助が松陰の兄・杉梅太郎（民治）を祖父に、保守思想家の小田村四郎が松陰の妹・杉寿子を曾祖母に持つ。
```
　　　　　━：実子　　─：養子　　＝：婚姻
　　　　　（参考：
田中俊資
『吉田松陰』）
```

```
　　　　杉文左衛門政常
　　　　　│
　　　　　│　　　┏━━━━━━━━━━━━━━━━━━━━━━━━━━━━━━┓
　　　　　七郎兵衛政之　　　　　　　　　　　　　　　　　　　　　吉田友之允重矩　┃
　　　　　┃　　　　　　　　┌────────────────┐　　┣━━━━━┛
　　　　　文左衛門徳卿　　　又五郎矩定　　　　　　　　　　　　│　　十郎左衛門矩行
　　　　　┃　　　　　　　　┃　　　　　　　　　　　　　　　　│　　│
　　　　　七兵衛常徳　　　　他三郎矩建　　　　　　
乃木希次
　　│　　半平
　　　　　┣━━━━━━━━┿┳━━━━┓　　　　　┣━━┓　│　　│
　たき子＝
百合之助常道
　　　大助賢良　
(玉木)文之進
　
希典
　┃　│　　二十郎矩之
　　　　　┃　　　　　　　　│　　　　　┠──┐┏━━━━┛　│　　│
　　　　　┃　　　　　　　　│　　　　　彦助　
正誼
＝杉豊子　　│　　市佐矩直
　　　　　┃　　　　　　　　│　　　　　　　　┃　　　　　　　└──┘
　　　　　┃　　　　　　　　│　　　　　　　　正之
　　　　　┣━━━━━━━━┿┳━━━━━━━┳━━━━━━┳━━━━━━━┳━━━━━┳━━━━━━━━┓
　　　　　
梅太郎修道(民治)
　
大次郎矩方(松陰)
　芳子(千代)　　
寿子
　　　　　　艶子　　　　
美和子(文)
　　　　敏三郎
　　　　　│　　┃　　　　　│　　　　　　　　＝児玉祐之　　＝
小田村伊之助(楫取素彦)
　　＝
久坂義助(玄瑞)

　　　　　相次郎┃　　　　　│　　　　　　　　　┃　　　　　　※先妻　　　　　　　　　　＝
楫取素彦
　※後妻
　　　　　┃　　┃　　┌──┘　　　　　　　　　┗━━━━━━━━━━━━━━━━━━┓
　　　　　
道助
　┃　　│　　　　　　　　　　　　　　　　　　　　　　　　　　　　　　　┃
　　　　　　　　┣━━┿┳━━┳━━━━━━┳━━━┳━━━┳━━━┳━━┓　　　　　┃
　　　玉木正誼＝豊子　小太郎　滝子　　　　┌道子┐　小三郎　清四郎　梅子　静子　　　　┃
　　　　　　　　　　　│　　　＝杉相次郎　│　　│　　　　　　　　　　　　＝伊藤勘作　┃
　　　　　　　　　　　└─────────┘　　└──────────────────庫三─彦熊
```

### その他
- 杉孫七郎 - 秋田県令2代目。杉徳輔、杉聴雨。植木五郎右衛門の次男で、杉考之進盛倫の養子。
- 杉政人 - 海軍軍人。